# Megaselia hibernica
Megaselia hibernica är en tvåvingeart som beskrevs av Schmitz 1938. Megaselia hibernica ingår i släktet Megaselia och familjen puckelflugor. Inga underarter finns listade i Catalogue of Life.